# Бабий узел (теория узлов)

Бабий узел

В теории узлов бабий узел — это составной узел, полученный соединением двух одинаковых трилистников. Узел тесно связан с прямым узлом, который тоже можно описать как соединение двух трилистников. Поскольку трилистник является простейшим нетривиальным узлом, прямой и бабий узлы являются простейшими составными узлами.
Бабий узел является математической версией бытового бабьего узла.

## Построение
Бабий узел можно построить из двух одинаковых трилистников, которые должны быть либо оба левыми, либо оба правыми. Каждый из узлов рассекается и свободные концы попарно соединяются. В результате соединения получаем бабий узел.
Важно, чтобы брались два одинаковых образа трилистника. Если взять два зеркальных трилистника получится прямой узел.

## Свойства
- Число пересечений бабьего узла равно шести, что является минимумом для составных узлов.
- В отличие от прямого узла, бабий узел не является ленточным или срезанным.
- Бабий узел является хиральным узлом, т.е. он не эквивалентен своему зеркальному образу.
- Многочлен Александера бабьего узла равен
{\displaystyle \Delta (t)=(t-1+t^{-1})^{2},}

- Этот многочлен является квадратом многочлена Александера трилистника.
- Этот многочлен в точности тот же, что и для прямого узла.

- Аналогично, многочлен Александера — Конвея бабьего узла равен

{\displaystyle \nabla (z)=(z^{2}+1)^{2}.}
- Этот многочлен в точности тот же, что и для прямого узла.

- Многочлен Джонса (правого) бабьего узла равен
{\displaystyle V(q)=(q^{-1}+q^{-3}-q^{-4})^{2}=q^{-2}+2q^{-4}-2q^{-5}+q^{-6}-2q^{-7}+q^{-8}.}
  - Этот многочлен равен квадрату многочлена Джонса для правого трилистника и он отличается от многочлена Джонса для прямого узла.
- Группа бабьего узла задаётся следующим образом
{\displaystyle \langle x,y,z\mid xyx=yxy,xzx=zxz\rangle }[1].
  - Эта группа изоморфна группе прямого узла, и это служит простейшим примером двух различных узлов с изоморфными группами узлов.